# Priča o Bennyju Goodmanu (1956.)
Priča o Bennyju Goodmanu (izvorni naziv The Benny Goodman Story) je američki film iz 1956. godine, romansirana biografija Bennyja Goodmana. Film je baziran na stvarnim događajima, ali je kronologija izmijenjena. Glavne uloge tumače Steve Allen i Donna Reed, a pojavljuju se i mnogi čuveni džez-glazbenici. Scenarist i redatelj je Valentine Davies, a producent filma je Aaron Rosenberg. Film obiluje glazbenim numerama, od kojih su mnoge džez-standardi.

## Kontekst
Benny Goodman je bio američki klarinetist, skladatelj i vođa džez-sastava. Zaslužan je za razvoj swinga, a koncertom koji je sa svojim džez-orkestom izveo 16. siječnja 1938. godine u Carnegie Hallu, do tada "rezerviranom" za klasičnu glazbu, postavio je džez u jednak položaj s drugim glazbenim žanrovima. Njegov džez-orkestar je prvi orkestar koji su sačinjavali i crni i bijeli glazbenici.

## Sadržaj
Film opisuje fragmente između dvaju ključnih događaja Goodmanovog života, od 1919. godine, kad je dobio svoj prvi klarinet, do koncerta u Carnegie Hallu 1938. godine, koji je prekretnica u prihvaćanju džeza u čitavom američkom društvu.
U dobrotvornom "Hull Houseu" trojica braće Goodman dobili su besplatna glazbala, ali najmlađi, desetogodišnji Benny razočaran je klarinetom koji je za njega odabran. Međutim, godinama vrijedno uči i postaje virtuoz. Budući da je iz siromašne obitelji, još kao tinejdžer počeo je nastupati s džez-orkestrima. Kid Ory ga je savjetovao da svira glazbu koja mu se sviđa. Benny se umjesto klasične glazbe opredijelio za džez jer daje dosta slobode u izražavanju i puno prostora za improvizaciju.
Prvo se pridružuje orkestru Bena Pollacka s kojim krstari Amerikom. Nakon očeve pogibije napušta orkestar i seli u New York, osniva manje glazbene sastave, a zatim i orkestar. Pritom upoznaje ljubitelja džeza Johna Hammonda koji mu pomaže u angažmanima.
Hammond je iz imućne Njujorške obitelji i poziva Bennyja na zabavu u svom domu, gdje bi Benny nastupio kao solist u Mozartovom Koncertu za klarinet i orkestar. Johnova sestra Alice negoduje zbog džez-glazbenika koji će svirati s glazbenicima filharmonije, ali je oduševljenja izvođenjem. I ona ga počinje podupirati u karijeri. Rađa se ljubav, koju Benny Alicei iskazuje svojom glazbom.
Bennyjeva majka Dora protiv je takve veze, ali popušta te na kraju filma sjedi s Aliceom na koncertu u Carnegie Hallu.

## Uloge
Redoslijed uloga naveden je kako se javlja u uvodnoj špici.

##### Glavne uloge
- Steve Allen kao Benny Goodman
- Donna Reed kao Alice Hammond

##### Ostale uloge
- Berta Gersten kao Dora Goodman
- Barry Truex kao 16-godišnji Benny Goodman
- Herbert Anderson kao John Hammond
- Robert F. Simon kao David Goodman
- Hy Averback ka Willard Alexander
- Sammy Davis Sr. kao Fletcher Henderson
- Dick Winslow kao Gil Rodin
- Shepard Menken kao Harry Goodman
- Jack Kruschen kao Murph Podolsky
- Wilton Graff kao Mr. Hammond
- Fred Essler kao profesor Schepp
- David Kasday 10-godišnji Benny Goodman
- John M. Erman kao 16-godišnji Harry Goodman
- George Givot kao Jake Primo
- Lionel Hampton (predstavlja sebe)
- Gene Krupa (predstavlja sebe)
- Teddy Wilson (predstavlja sebe)
- Ben Pollack (predstavlja sebe)
- Edward "Kid" Ory (predstavlja sebe)
- Urbie Green (predstavlja sebe)
- Buck Clayton (predstavlja sebe)
- Stan Getz (predstavlja sebe)

##### Gostujuće uloge
- Harry James (predstavlja sebe)
- Martha Tilton (predstavlja sebe)
- Ziggy Elman (predstavlja sebe)
- Benny Goodman i njegov orkestar:

- Teddy Wilson, klavir
- Hymie Schertzer, saksofon
- Blake Reynolds, saksofon
- Stan Getz, saksofon
- Babe Russin, saksofon
- Urbie Green, trombon
- Murray McEachern, trombon
- James Priddy, trombon
- Gene Krupa, bubnjevi
- Buck Clayton, truba
- Chris Griffin, truba
- Conrad Gozzo, truba
- Irving Goodman, truba
- George Duvivier, bas
- Allan Reuss, gitara

## Glazba
Joseph Gershenson je glazbeni suprevizor. Henry Mancini napisao je dodatnu glazbu, a Sol Yaged, Alan Harding i Harold Brown su instrumentalni instruktori.
Glazbene numere koje su korištene u filmu:
- Let's Dance - stihovi: Fanny Baldridge, autori: Josef Bonime i Gregory Stone, bazirana na Weberovom djelu "Poziv na ples"
- Down South Camp Meeting, autori: Irving Mills i Fletcher Henderson
- It's Been So Long, autori: Walter Donaldson i Harold Adamson
- Bugle-Call Rag, autori: Elmer Schoebel, Billy Meyers i Jack Pettis
- Goody Goody, autori: Johnny Mercer and Matty Malneck
- Don't Be That Way, autori: Benny Goodman, Mitchell Parish i Edgar M. Sampson
- Shine, autori: Cecil Mack, Lew Brown i Ford Dabney, izvođač: Harry James, truba
- Sing, Sing, Sing, autor: Louis Prima, izvođači: Harry James, truba i Gene Krupa, bubnjevi
- Stompin' At the Savoy, autori: Benny Goodman, Chick Webb, Edgar M. Sampson i Andy Razaf
- One O'Clock Jump, autor: Count Basie
- Memories of You, autori: Eubie Blake i Andy Razaf
- And the Angels Sing, autori: Johnny Mercer i Ziggy Elman, izvođačica: Martha Tilton, vokal
- China Boy, autori: Dick Winfree i Phil Boutelje
- Moonglow, autori: Will Hudson, Edgar De Lange i Irving Mills
- Avalon, autori: Al Jolson i Vincent Rose
- Sensation Rag, autor: Edwin B. Edwards
- Original Dixieland One Step, autor: Nick LaRocca, izvođači: Steve Allen, Kid Ory i Benny Goodman kao dubler Stevea Allena
- On the Sunny Side of the Street, autori: Jimmy McHugh i Dorothy Fields, izvođač: Teddy Wilson
- King Porter Stomp, autor: Ferdinand "Jelly Roll" Morton
- Roll 'Em, autorica: Mary Lou Williams
- Clarinet Concerto, Mozartov Koncert za klarinet i orkestar u A-duru
- Goodbye, autor: Gordon Jenkins, izvođač: Benny Goodman

## Gaf
Na 23'29" u "Napolitan Cafeu" Benny upoznaje Johna Hammonda, koji mu predstavlja sestru Aliceu. Pritom Benny i Alice razgovaraju. Na 29'58" u "Trombone Clubu" John ponovno Bennyju predstavlja sestru Aliceu. Benny i Alice doslovno ponavljaju dio razgovora iz prvog susreta:
- You like hot music?
- Oh, no, not at all.
- What are doing here?
- I just came to keep John out of trouble.